# Arno Kölblin
Arno Kölblin (* 9. Oktober 1911 in Berlin; † 19. Dezember 1998) war ein deutscher Boxer.

## Werdegang
Arno Kölblin entschloss sich direkt nach dem Abitur, Profiboxer zu werden. Er bestritt seinen ersten Profikampf am 12. März 1931. Er war von 1937 bis 1938 Deutscher Meister und außerdem von 1937 bis 1939 Europameister im Schwergewicht. In seiner Karriere kämpfte er zweimal gegen Adolf Heuser und dreimal gegen Walter Neusel, verlor jedoch jeweils nach Punkten.
1937 wurde er zum Ehrenbürger von Plauen ernannt.
Nach dem Zweiten Weltkrieg war er einige Zeit Trainer der DDR-Auswahlmannschaft im Boxen, siedelte aber 1956 nach Westdeutschland über. In der Bundesrepublik Deutschland betätigte er sich dann als Manager und Trainer mehrerer Berufsboxer.

## Seine Meisterschaftskämpfe
(EM = Europameisterschaft, DM = deutsche Meisterschaft, S = Schwergewicht)
- 29. Oktober 1934 in Berlin, DM, S, Punktniederlage gegen Vincenz Hower,
- 21. August 1936 in Berlin, DM, S, KO-Sieg 10. Runde über Vincenz Hower,
- 10. Februar 1937 in Berlin, DM, S, Punktsieg über Erwin Klein,
- 17. März 1937 in Berlin, EM, S, Punktsieg über Pierre Charles, Belgien,
- 05. Mai 1937 in Berlin, DM, S, KO-Sieg 8. Runde über Vincenz Hower,
- 04. März 1938 in Berlin, EM, S, Disq.-Niederlage gegen Heinz Lazek, Österreich,
- 11. November 1938 in Berlin, DM, S, Punktniederlage gegen Walter Neusel,
- 20. Juni 1940 in Berlin, DM, S, Punktniederlage gegen Walter Neusel,
- 16. Mai 1948 in Berlin, DM, S, KO-Niederlage 7. Runde gegen Hein ten Hoff.